# Premier League Asia Trophy
Il Premier League Asia Trophy, noto come Barclays Asia Trophy fino al 2015, è un torneo calcistico amichevole con cadenza biennale organizzato dalla Football Association (FA).
La manifestazione si svolge in Asia nel mese di luglio negli anni dispari, per evitare sovrapposizioni con la Coppa del Mondo e con il Campionato europeo.

## Storia
L'invenzione del trofeo è dovuta alla forte popolarità di cui la Premier League inglese gode nei paesi asiatici: già prima del 2003, anno in cui venne fondata la competizione, altre squadre inglesi avevano effettuato dei tour estivi in Asia, soprattutto per scopi pubblicitari e di merchandising.
Ad oggi il Premier League Asia Trophy è l'unico torneo ufficialmente riconosciuto dalla Football Association (FA) che non viene disputato in terra inglese. Il paese ospitante viene deciso dalla FA nella stagione che precede il torneo.

## Caratteristiche

### Formula
Alla manifestazione partecipano quattro squadre della Premier League (fino all'edizione del 2015 tre squadre della Premier League ed una del paese ospitante) che si affrontano tra loro in due scontri diretti decisi attraverso sorteggio. Viene utilizzato il regolamento valido per il campionato inglese, sebbene in caso di parità il vincitore della gara venga stabilito tramite i calci di rigore.

## Edizioni

### 2003
- Sede:  Malaysia
- Stadio: Bukit Jalil Stadium
- Vincitore:  Chelsea

#### Semifinali
| Arbitro: | Robert Styles (Waterlooville) |

|                               |           |                   |
| Shearer 36’ (rig.) Ameobi 75’ | Marcatori | 72’ (rig.) Devlin |

| Arbitro: | Subkhiddin Mohd Salleh (Parit Buntar) |

|          |           |                                                        |
| Omar 40’ | Marcatori | 36’ Lampard 70’ Hasselbaink 83’ Gudjohnsen 85’ Johnson |

#### Finale 3º posto
| Arbitro: | Robert Styles (Waterlooville) |

|  |           |                                      |
|  | Marcatori | 8’, 50’ John 76’ Clemence 81’ Hughes |

Finale
| Arbitro: | Andy D'Urso (Billericay) |

|                                                       |                      |                                                   |
| Lampard Duff Huth Gudjohnsen Hasselbaink Keenan Terry | Tiri di rigore 5 – 4 | Shearer Robert Dyer Bowyer Bellamy Woodgate Jenas |

### 2005
- Sede:  Thailandia
- Stadio: Rajamangala Stadium
- Vincitore:  Bolton

#### Semifinali
| Arbitro: | Mark Clattenburg (Gosforth) |

|                                                |                      |                            |
| Pichitphong 9’                                 | Marcatori            | 44’ Bent                   |
| Datsakorn Teeratep Pichitphong Chakrit Jakkrit | Tiri di rigore 5 – 3 | Weir McFadden Yobo Kilbane |

| Arbitro: | Chris Foy (St Helens) |

|                                  |                      |                                             |
| Davies 47’                       | Marcatori            | 41’ Barton                                  |
| Okocha Diouf Vaz Tê Fadiga Campo | Tiri di rigore 5 – 4 | Barton Flood Sun Bermingham Wright-Phillips |

#### Finale 3º posto
| Arbitro: | Mark Clattenburg (Gosforth) |

|                                      |                      |                            |
| Cole 24’                             | Marcatori            | 51’ (rig.) Beattie         |
| Wright-Phillips Mills Thatcher Flood | Tiri di rigore 4 – 2 | Weir Ferguson Bent Kilbane |

Finale
| Arbitro: | Chris Foy (St Helens) |

|  |           |                  |
|  | Marcatori | 79’ (rig.) Diouf |

### 2007
- Sede:  Hong Kong
- Stadio: Hong Kong Stadium
- Vincitore:  Portsmouth

#### Semifinali
| Arbitro: | Chris Foy (St Helens) |

|  |           |             |
|  | Marcatori | 45’ Benjani |

| Arbitro: | Mark Clattenburg (Gosforth) |

|                 |           |                                      |
| Li Haiqiang 35’ | Marcatori | 10’ Riise 28’ (rig.) Alonso 74’Agger |

#### Finale 3º posto
| Arbitro: | Mark Clattenburg (Gosforth) |

|            |           |                                              |
| Barros 57’ | Marcatori | 20’ Diop 47’ Bocanegra 74’ Healy 84’ McBride |

Finale
| Arbitro: | Chris Foy (St Helens) |

|                              |                      |                                          |
| Gerrard Kuyt Benayoun Torres | Tiri di rigore 2 – 4 | Utaka Taylor LuaLua Hreiðarsson Kranjčar |

### 2009
- Sede:  Cina
- Stadio: Stadio dei Lavoratori
- Vincitore:  Tottenham

#### Semifinali
| Arbitro: | Andre Marriner (Sheldon) |

|  |           |           |
|  | Marcatori | 74’ Defoe |

| Arbitro: | Tan Hai |

|                                          |                      |                                                                  |
| Geovanni 9’                              | Marcatori            | 47’ Paul                                                         |
| Devitt Dawson Cousin Marney Hughes Folan | Tiri di rigore 5 – 4 | Tao Wei Zhou Ting Huang Bowen Sui Dongliang Guo Hui Zhang Xinxin |

#### Finale 3º posto
| Arbitro: | Sun Baojie (Shanxi) |

|  |           |                        |
|  | Marcatori | 80’ Gabbidon 90’ Hines |

Finale
| Arbitro: | Martin Atkinson (Bradford) |

|                                  |           |  |
| Keane 16’, 68’ (rig.) Lennon 88’ | Marcatori |  |

### 2011
- Sede:  Hong Kong
- Stadio: Hong Kong Stadium
- Vincitore:  Chelsea

#### Semifinali
| Arbitro: | Mike Dean (Wirral) |

|          |           |  |
| Bent 49’ | Marcatori |  |

| Arbitro: | Phil Dowd (Staffordshire) |

|  |           |                                                         |
|  | Marcatori | 37’ Lampard 50’ (aut.) Luzardo 61’ Drogba 78’ Sturridge |

#### Finale 3º posto
| Arbitro: | Phil Dowd (Staffordshire) |

|  |           |                                          |
|  | Marcatori | 15’ Formica 70’ Dunn 86’ (rig.) Blackman |

Finale
| Arbitro: | Mike Dean (Wirral) |

|                         |           |  |
| McEachran 1’ Torres 58’ | Marcatori |  |

### 2013
- Sede:  Hong Kong
- Stadio: Hong Kong Stadium
- Vincitore:  Manchester City

#### Semifinali
| Arbitro: | Liu Kwok Man |

|                |           |                                   |
| Sigurðsson 28’ | Marcatori | 33’ Cabral 64’ Brown 80’ Karlsson |

In ritardo di 30 minuti a causa della pioggia. Gioco ridotto a 80 minuti (40 minuti metà).
| Arbitro: | Anthony Taylor |

|           |           |  |
| Džeko 21’ | Marcatori |  |

In ritardo di 30 minuti a causa della pioggia. Gioco ridotto a 80 minuti (40 minuti metà).

#### Finale 3º posto
| Arbitro: | Neil Swarbrick |

|                                                             |           |  |
| Tse 12’ (o.g.) Dempsey 34’ Defoe 45’, 54’, 80’ Townsend 86’ | Marcatori |  |

Finale
| Arbitro: | Anthony Taylor |

|          |           |  |
| Dzeko 9’ | Marcatori |  |

### 2015
- Sede:  Singapore
- Stadio: National Stadium
- Vincitore:  Arsenal

#### Semifinali
| Arbitro: | Craig Pawson |

|                                           |                      |                                         |
| Lukaku Cleverley Stones Deulofeu Jagielka | Tiri di rigore 5 – 4 | Adam van Ginkel Walters Bardsley Crouch |

| Arbitro: | Jon Moss |

|  |           |                                                |
|  | Marcatori | 30’, 76’ (rig.), 79’ Akpom 60’ (rig.) Wilshere |

#### Finale 3º posto
| Arbitro: | Muhammad Taqi |

|                           |           |  |
| Sidwell 7’ Arnautović 73’ | Marcatori |  |

Finale
| Arbitro: | Craig Pawson |

|             |           |                                  |
| Barkley 75’ | Marcatori | 22’ Walcott 58’ Cazorla 62’ Özil |

### 2017
- Sede:  Hong Kong
- Stadio: Hong Kong Stadium
- Vincitore:  Liverpool

#### Semifinali
| Arbitro: | Paul Tierney |

|                                                     |                      |                                                    |
| Mahrez 24’                                          | Marcatori            | 10’ Rodriguez                                      |
| Ulloa Vardy Drinkwater Fuchs Iborra King Albrighton | Tiri di rigore 7 – 6 | Chadli Robson-Kanu Evans Dawson McClean Leko Field |

| Arbitro: | Bobby Madley |

|                       |           |  |
| Solanke 61’ Origi 79’ | Marcatori |  |

#### Finale 3º posto
| Arbitro: | Chiu-Kok Ng |

|  |           |                          |
|  | Marcatori | 11’ Milivojevic 43’ Sako |

Finale
| Arbitro: | Bobby Madley |

|                        |           |             |
| Salah 20’ Coutinho 44’ | Marcatori | 12’ Slimani |

### 2019
- Sede:  Cina
- Stadio: Hongkou Stadium
- Vincitore:  Wolverhampton

#### Semifinali
| Arbitro: | Martin Atkinson |

|  |           |                                                |
|  | Marcatori | 15’, 40’ Jota 32’ Gibbs-White 85’ (aut.) Allan |

| Arbitro: | Craig Pawson |

|                                               |           |                  |
| Silva 33’ Nmecha 36’ (rig.) Sterling 59’, 72’ | Marcatori | 26’ (rig.) Noble |

#### Finale 3º posto
| Arbitro: | Xing Guan |

|          |           |  |
| Mutō 34’ | Marcatori |  |

Finale
| Arbitro: | Martin Atkinson |

|                                    |                      |                                        |
| Coady Bennett Kilman Perry Vinagre | Tiri di rigore 3 – 2 | Gündoğan D. Silva Danilo García Nmecha |

## Albo d'oro
| Edizione | Anno | Città                     | Vincitore       | 2º posto        | 3º posto        | 4º posto      |
| -------- | ---- | ------------------------- | --------------- | --------------- | --------------- | ------------- |
| I        | 2003 | Kuala Lumpur (Malaysia)   | Chelsea         | Newcastle       | Birmingham City | Malaysia      |
| II       | 2005 | Bangkok (Thailandia)      | Bolton          | Thailandia      | Manchester City | Everton       |
| III      | 2007 | Hong Kong (Cina)          | Portsmouth      | Liverpool       | Fulham          | South China   |
| IV       | 2009 | Pechino (Cina)            | Tottenham       | Hull City       | West Ham Utd    | Beijing Guoan |
| V        | 2011 | Hong Kong (Cina)          | Chelsea         | Aston Villa     | Blackburn       | Kitchee       |
| VI       | 2013 | Hong Kong (Cina)          | Manchester City | Sunderland      | Tottenham       | South China   |
| VII      | 2015 | Kallang (Singapore)       | Arsenal         | Everton         | Stoke City      | Singapore XI  |
| VIII     | 2017 | Hong Kong (Cina)          | Liverpool       | Leicester City  | Crystal Palace  | West Bromwich |
| IX       | 2019 | Shangai e Nanchino (Cina) | Wolverhampton   | Manchester City | Newcastle       | West Ham Utd  |

### Vittorie per squadra
| Squadra         | Vittorie | Anno       |
| --------------- | -------- | ---------- |
| Chelsea         | 2        | 2003, 2011 |
| Bolton          | 1        | 2005       |
| Portsmouth      | 1        | 2007       |
| Tottenham       | 1        | 2009       |
| Manchester City | 1        | 2013       |
| Arsenal         | 1        | 2015       |
| Liverpool       | 1        | 2017       |
| Wolverhampton   | 1        | 2019       |